# Dessau
Dessau ou, na sua forma portuguesa, Dessávia foi uma cidade independente da Alemanha, localizada no estado de Saxônia-Anhalt. Hoje, Dessau é um bairro da cidade Dessau-Roßlau.
Depois de uma reforma dos distritos em Saxônia-Anhalt (em alemão: Kreisreform Sachsen-Anhalt 2007) que entrou em vigor em 1 de julho de 2007, as cidades Dessau e Roßlau foram dissolvidas e juntados à nova cidade Dessau-Roßlau.

## História
Após uma mudança nos quadros do governo, em 1925 a escola Bauhaus mudou-se para Dessau.

## Património Mundial
- Bauhaus e seus sítios em Weimar, Dessau e Bernau
- Reino dos Jardins de Dessau-Wörlitz